# Marianna Lymperta
Marianna Lymperta (in greco Μαριάννα Λυμπερτά?; 25 giugno 1979) è un'ex nuotatrice greca, specializzata nelle gare di fondo e mezzofondo.

## Palmarès
- Mondiali

Shanghai 2011: bronzo nella 10 km.
- Europei

Budapest 2010: bronzo nella 5 km.
- Giochi del Mediterraneo

Tunisi 2005: argento nei 400m sl e nella 4x200m sl.
Almeria 2005: bronzo nei 1500m sl.